# Euproctis panabra
Euproctis panabra is een vlinder uit de familie spinneruilen (Erebidae), onderfamilie donsvlinders (Lymantriinae). De wetenschappelijke naam van deze soort is voor het eerst geldig gepubliceerd in 1902 door Turner.
De soort komt voor in tropisch Afrika.